# Соча
Со́ча (словен. Soča), Изо́нцо (итал. Isonzo) — река в Словении и Италии. Из 138 километров протяженности реки, по территории Словении проходит 96 километров, по Италии — 43 километра.

## Географическое положение
Соча берёт начало рядом с вершиной Триглав, впадает в Адриатическое море. В верхнем и среднем течении протекает через Юлийские Альпы, образуя глубокую долину с обрывистыми склонами и красивыми видами. Порожиста. Пользуется большой популярностью у водных туристов. Сочу называют в Словении «Изумрудной красавицей» из-за необычного, изумрудного оттенка воды. На реке расположены словенские города Бовец, Кобарид, Толмин, Нова-Горица, итальянский Гориция. Неподалёку от устья реки находится итальянский город Монфальконе.
Река начинается на западном склоне горы Триглав на территории одноимённого национального парка. В верховьях — бурный горный ручей; ниже Бовеца расширяется до 10-15 метров, течение продолжает оставаться очень быстрым, в русле камни и пороги. Берега высокие, временами обрывистые. Ниже Толмина на реке ГЭС. В городе Нова-Горице река уходит на территорию Италии, в низовьях течение успокаивается. Река впадает в Триестский залив Адриатического моря.

## Экология
Среди рыб реки Сочи известна местная порода лососёвых рыб — мраморная форель.

## Память
- Во время Первой мировой войны верхнее и среднее течение Сочи стали ареной тяжёлых боёв между армиями Италии и Австро-Венгрии, в которых погибло около 300 000 человек. В историю эти сражения вошли как 12 битв на Изонцо[4]. Им посвящён мемориальный музей в городе Кобарид.
- С 1987 по 1995 годы одна подводная лодка ВМС СФРЮ (затем ВМС Хорватии) типа «Уна» носила наименование «Соча», позднее была переименована в «Велебит».

## Галерея

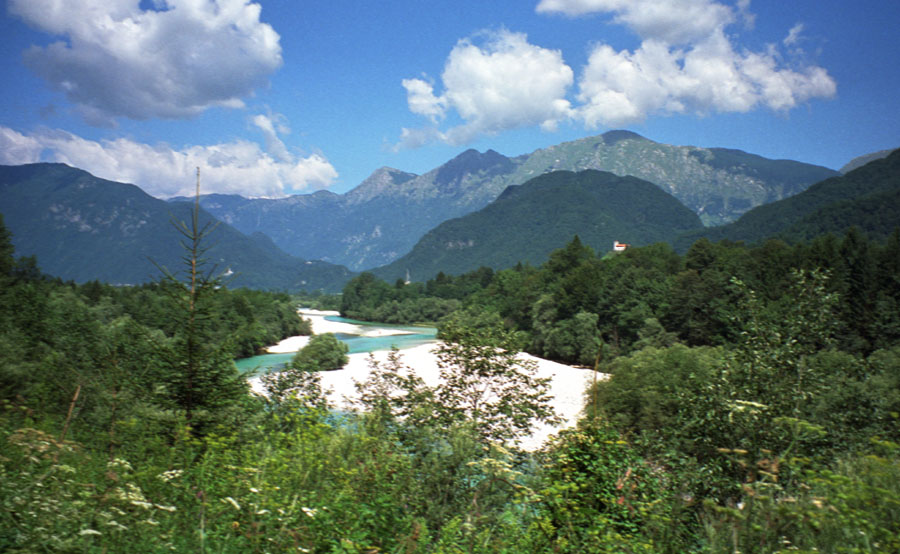
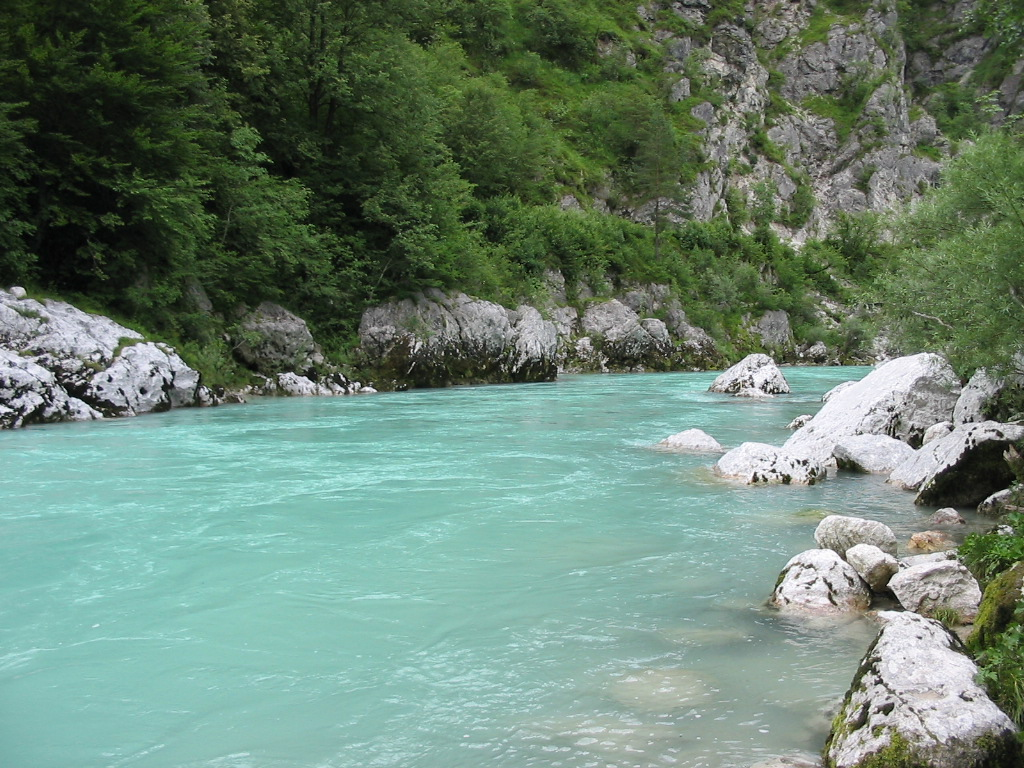
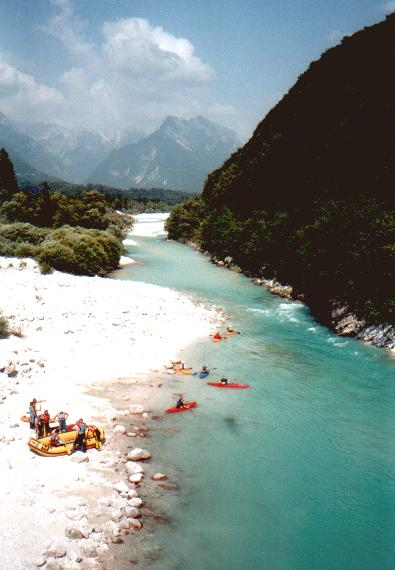
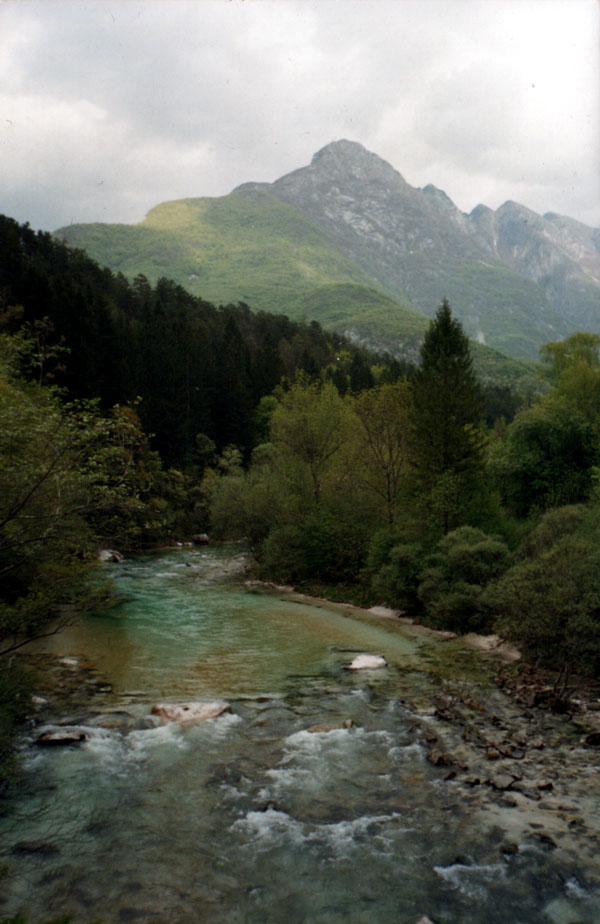
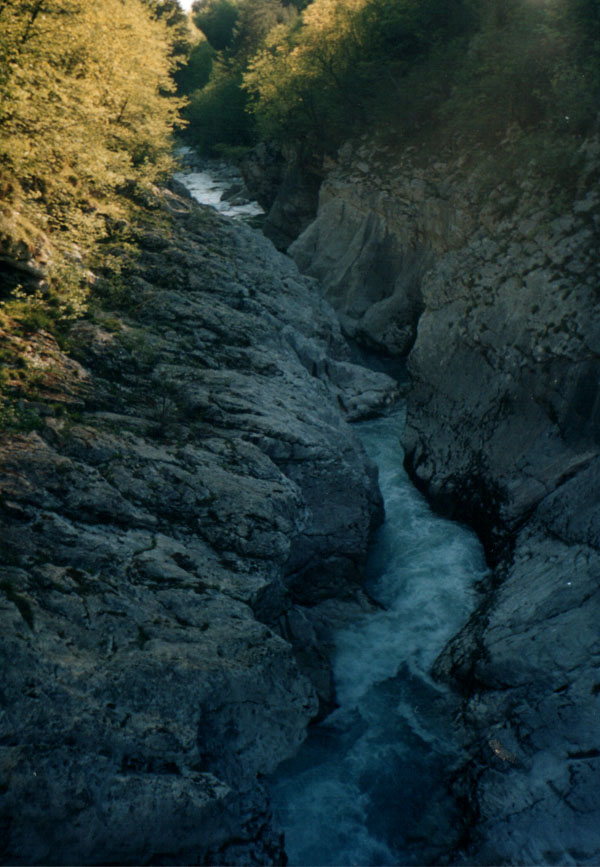
Верховья реки
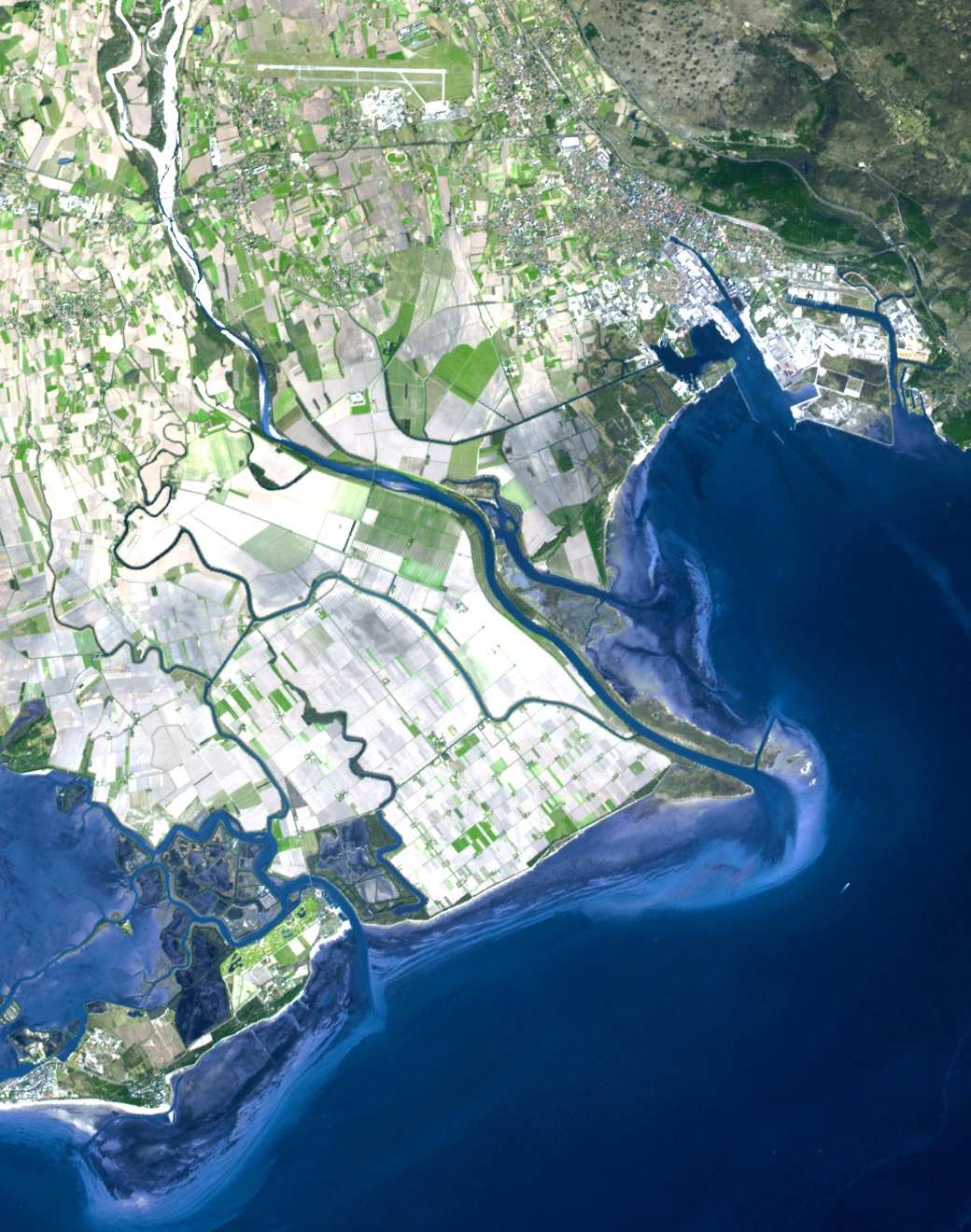
Снимок устья реки из космоса
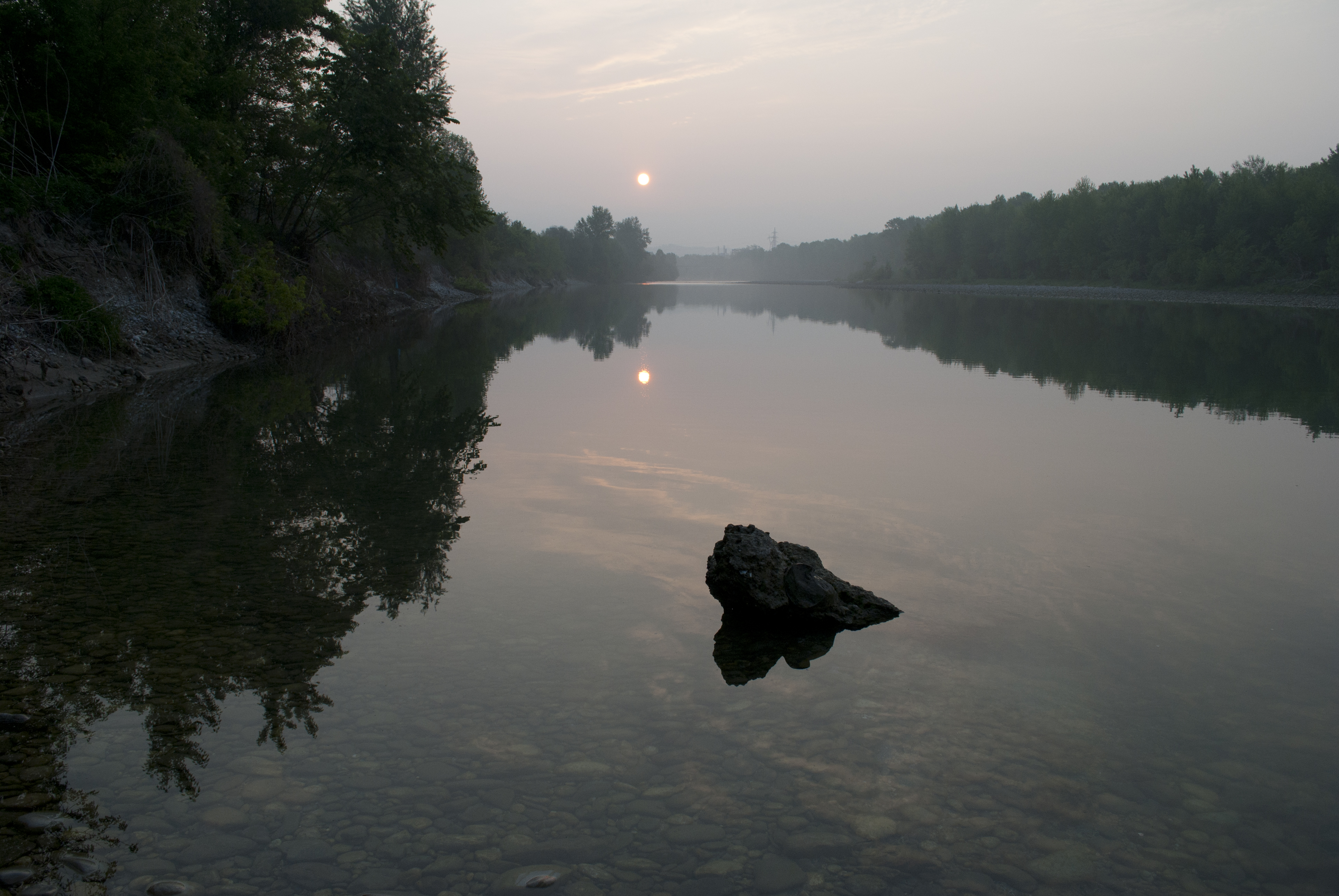
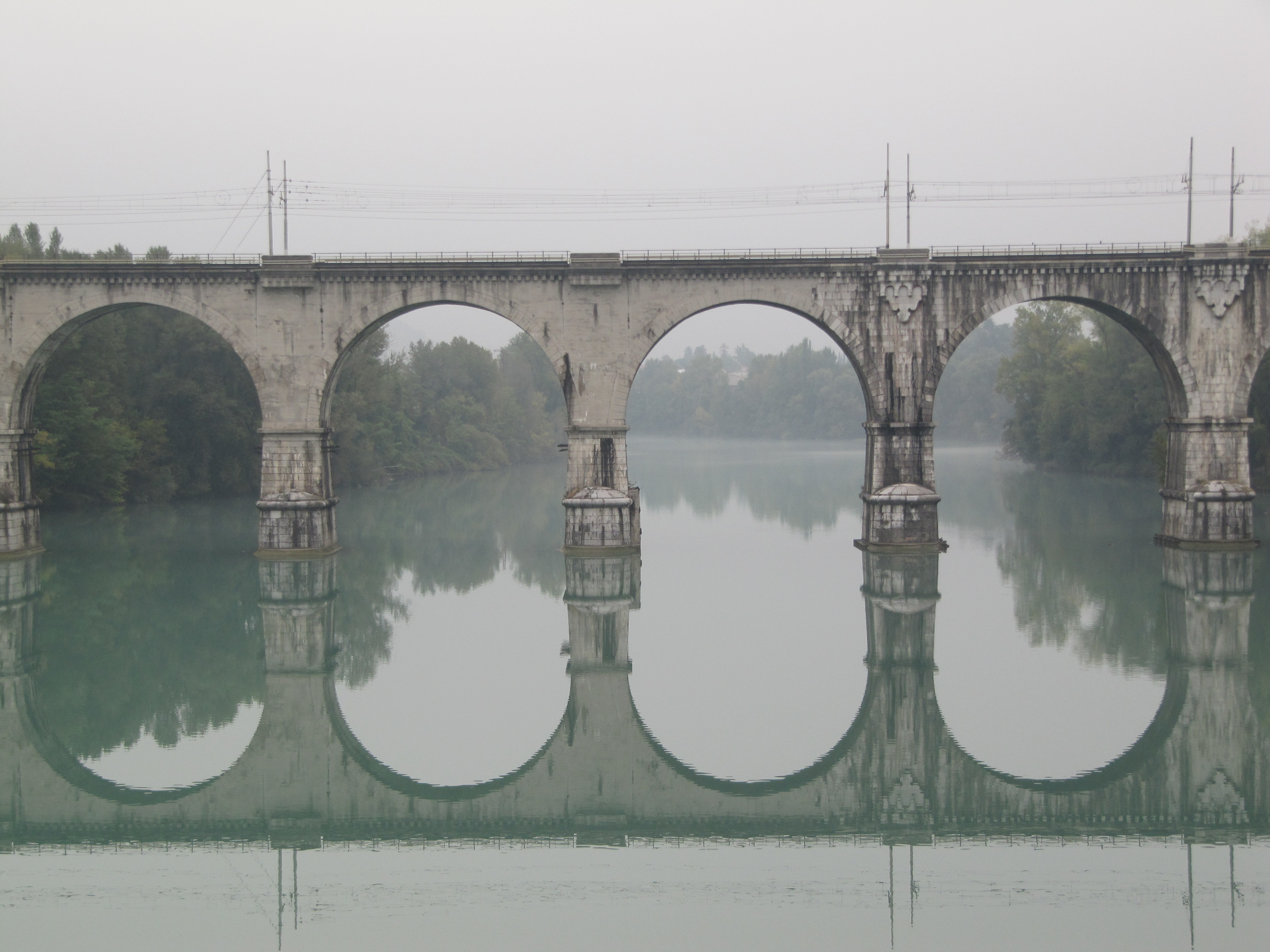
Мост через Изонцо в Гориции (Италия)